# السفارة السعودية في كينيا
سفارة المملكة العربية السعودية في كينيا، هي بعثة دبلوماسية سعودية تقع العاصمة نيروبي ويترأس البعثة سفير خادم الحرمين الشريفين خالد بن عبد الله السلمان. العنوان: شارع موثيغا الرئيسي – نيروبي - كينيا.

## وصلات خارجية
- موقع سفارة المملكة العربية السعودية في كينيا
- وزارة الخارجية السعودية (بالعربية)
- Ministry of Foreign Affairs of Kingdom of Saudi Arabia (بالإنجليزية)